# 水雷艦長
水雷艦長（すいらいかんちょう）または駆逐戦艦（くちくせんかん）、駆逐水雷（くちくすいらい）、水雷ぼっかん（すいらいぼっかん）は、軍艦の艦種ごとの特性をじゃんけんのような三すくみで応用した、鬼ごっこと戦争ごっこを併せた日本の子供の屋外遊びの一種。第二次世界大戦前から昭和40年代に入った頃まで男の子の間で盛んに遊ばれたが、遊び方の重要な小道具となった前つばのある帽子を男の子がかぶらなくなるのに合わせたかのように廃れた。

## 基本ルール
二組に分かれ、それぞれの組で(a)戦艦1名、(b)駆逐艦・(c)水雷艇各若干名の3種類の役を割り振り、戦艦は敵の駆逐艦を、駆逐艦は敵の水雷艇を、水雷艇は敵の戦艦を撃沈することができ、戦艦が撃沈された（戦艦役が捕らえられた）組が負けとなる。追いかけて触れば撃沈＝沈没で捕えたことになる。「沈没」ではその場にしゃがみこみ、「基地」（陣地）を設けた場合には沈没ではなく抑留となり、戦艦が他の艦艇を救出できる。
各役割は野球帽や学生帽のような前つばのある帽子のかぶり方などでそれを表示する。戦艦役は帽子をつばが正面に来るように真っ直ぐ被り、駆逐艦役は帽子をつばが真横または真後ろになるようにかぶり、水雷艇役は真後ろになるようにかぶるか無帽とする。

## 別称とローカルルール
遊びの名と役割名に異なる別称がある。
- 「駆逐戦艦」の場合、a役を戦艦の艦長1名とその他の戦艦に分け、艦長だけが他の艦艇を救出する役割を持つ場合がある。1回の終了は艦長が捕らえられた場合となる。また、c役を潜水艦とするものがある。
- 「水雷艦長」の場合、a)艦長（戦艦の?）、b)駆逐、c)水雷
- 「本官」（本艦?）の場合、a)本官（艦長）、b)士官、c)水兵
- 「じらこ」の場合、a)元帥、b)横、c)後ろ （滋賀県大津市瀬田付近での名称。名前の由来は不明。）

役の識別に服の袖を用いる方法があり、戦艦役は袖をまくらず、駆逐艦役は服の片袖をまくり、水雷艇役は両袖をまくる。
「信号」というトランプ遊びでのジョーカーに相当する三すくみから外れた役を設ける場合があり、駆逐と水雷に勝って艦長に負け、帽子は阿弥陀に被る。
同種の役同士が接触した時はじゃんけんで勝敗を決し、基地を設けている場合は一旦基地に戻らなければならないとするものもある。
組分けや役の割振りにじゃんけんを用いる場合、掛け声に「軍艦じゃんけん」といわれる「軍艦軍艦ちーんぼつ。沈没沈没はーれつ。破裂破裂ぐーんかん。」を用いることもある。
遊び開始の掛け声には「海戦/会戦、ドン!」を用いることもある。
※ 当然であるが、子供の遊びには様々な組み合わせの変化があり、三すくみの基本以外は帽子の利用法や海軍艦艇を模すことも含めて多様である。

## 水雷艦長が登場する作品
- 会長の切り札 - 第二巻にて対決に用いられる。